# Umran az-Zuʿbi
Umran ʿAhid az-Zuʿbi (arabisch عمران عاهد الزعبي, DMG ʿUmrān ʿĀhid az-Zuʿbī; * 27. September 1959 in Damaskus, Vereinigte Arabische Republik; † 6. Juli 2018) war ein syrischer Rechtsanwalt und Politiker. Er gehörte dem Ministerrat von Syrien an und war seit dem 23. Juni 2012 Informationsminister.
Er studierte an der Fakultät für Rechtswissenschaften der Universität Damaskus und arbeitete nach Abschluss des Studiums als Rechtsanwalt. Az-Zuʿbi veröffentlichte eine Reihe von Arbeiten auf dem Gebiet des Zivil- und Handelsrechts, Politik und Medien. Ferner lehrte er acht Jahre lang an der Universität Damaskus.